# Handball-Bundesliga 1967/68
Die Saison 1967/68 der Handball-Bundesliga ist die zweite der zweigleisigen Spielzeiten in ihrer Geschichte.

## Saisonverlauf
16 Mannschaften spielten in zwei Staffeln zu je acht Mannschaften um die Deutsche Meisterschaft 1968. Die Tabellenführer der Staffeln Nord und Süd nach dem 14. Spieltag traten in einem Finale gegeneinander an. Der Gewinner ist Deutscher Meister 1968. Aufsteiger zur neuen Saison waren der Berliner SV 92, der BSV Solingen 98, Frisch Auf Göppingen und der THW Kiel.
Deutscher Meister 1968 wurde zum ersten Mal in der Vereinsgeschichte der Sieger der Staffel Süd, die SG Leutershausen, die den Titelverteidiger und Gewinner der Staffel Nord, VfL Gummersbach, besiegte. Absteigen mussten der Berliner SV 92, der Polizei SV Hannover, die TuS Neunkirchen und der VfL Bad Schwartau.

## Statistiken

### Abschlusstabellen

#### Staffel Nord
| Rang | Verein                  | Sp. | S  | U | N  | Tore    | Diff. | Punkte |
| ---- | ----------------------- | --- | -- | - | -- | ------- | ----- | ------ |
| 1.   | VfL Gummersbach (M)     | 14  | 12 | 1 | 1  | 299:203 | +96   | 25:30  |
| 2.   | TSV Grün-Weiß Dankersen | 14  | 10 | 1 | 3  | 237:176 | +61   | 21:70  |
| 3.   | THW Kiel (A)            | 14  | 9  | 0 | 5  | 185:181 | +4    | 18:10  |
| 4.   | TuS 05 Wellinghofen     | 14  | 8  | 0 | 6  | 173:179 | −6    | 16:12  |
| 5.   | BSV Solingen 98 (A)     | 14  | 5  | 1 | 8  | 185:232 | −47   | 11:17  |
| 6.   | Hamburger SV            | 14  | 4  | 2 | 8  | 208:210 | −2    | 10:18  |
| 7.   | Polizei SV Hannover     | 14  | 3  | 1 | 10 | 181:225 | −44   | 07:21  |
| 8.   | VfL Bad Schwartau       | 14  | 1  | 2 | 11 | 194:256 | −62   | 04:24  |

##### Kreuztabelle
Die Kreuztabelle stellt die Ergebnisse der Spiele der Staffel Nord dieser Saison dar.
Die Heimmannschaft ist in der linken Spalte, die Gastmannschaft in der oberen Zeile aufgelistet.
| Bundesliga 1967/68 Staffel Nord | VfL Gummersbach | TSV Grün-Weiß Dankersen | THW Kiel | TuS 05 Wellinghofen | BSV Solingen 1898 | Hamburger SV |       | VfL Bad Schwartau |
| ------------------------------- | --------------- | ----------------------- | -------- | ------------------- | ----------------- | ------------ | ----- | ----------------- |
| VfL Gummersbach                 |                 | 13:12                   | 32:17    | 25:15               | 28:11             | 25:12        | 23:16 | 23:14             |
| TSV Grün-Weiß Dankersen         | 16:13           |                         | 14:12    | 11:60               | 24:11             | 18:90        | 21:15 | 33:13             |
| THW Kiel                        | 12:14           | 16:15                   |          | 06:40               | 11:10             | 13:8         | 12:60 | 17:15             |
| TuS 05 Wellinghofen             | 12:14           | 12:10                   | 10:16    |                     | 18:15             | 18:14        | 12:10 | 15:10             |
| BSV Solingen 98                 | 08:23           | 16:17                   | 12:11    | 09:80               |                   | 18:15        | 16:12 | 16:15             |
| Hamburger SV                    | 19:21           | 11:11                   | 11:70    | 15:16               | 15:15             |              | 21:90 | 28:16             |
| Polizei SV Hannover             | 19:25           | 16:17                   | 15:18    | 12:14               | 18:16             | 10:90        |       | 08:80             |
| VfL Bad Schwartau               | 20:20           | 13:18                   | 15:17    | 12:13               | 17:12             | 13:21        | 13:15 |                   |

#### Staffel Süd
| Rang | Verein                   | Sp. | S  | U | N  | Tore    | Diff. | Punkte |
| ---- | ------------------------ | --- | -- | - | -- | ------- | ----- | ------ |
| 1.   | SG Leutershausen         | 14  | 12 | 1 | 1  | 282:188 | +94   | 25:30  |
| 2.   | Frisch Auf Göppingen (A) | 14  | 9  | 0 | 5  | 236:205 | +31   | 18:10  |
| 3.   | TV Hochdorf              | 14  | 7  | 1 | 6  | 194:194 | 0     | 15:13  |
| 4.   | TSV Birkenau             | 14  | 6  | 2 | 6  | 216:209 | +7    | 14:14  |
| 5.   | Reinickendorfer Füchse   | 14  | 6  | 1 | 7  | 216:233 | −17   | 13:15  |
| 6.   | TuS 1860 Neunkirchen*    | 14  | 5  | 1 | 8  | 205:226 | −21   | 11:17  |
| 7.   | SpVgg 1887 Möhringen*    | 14  | 4  | 3 | 7  | 194:225 | −31   | 11:17  |
| 8.   | Berliner SV 1892 (A)     | 14  | 2  | 1 | 11 | 186:249 | −63   | 05:23  |

*0Zwischen der SpVgg 1887 Möhringen und dem TuS 1860 Neunkirchen wurde ein Entscheidungsspiel
00um den Klassenerhalt ausgetragen, das 18:17 nach Verlängerung für Möhringen endete.

##### Kreuztabelle
Die Kreuztabelle stellt die Ergebnisse der Spiele der Staffel Süd dieser Saison dar.
Die Heimmannschaft ist in der linken Spalte, die Gastmannschaft in der oberen Zeile aufgelistet.
| Bundesliga 1967/68 Staffel Süd | SG Leutershausen | Frisch Auf Göppingen | TV Hochdorf | TSV Birkenau | Reinickendorfer Füchse | TuS 1860 Neunkirchen | SpVgg 1887 Möhringen | Berliner SV 1892 |
| ------------------------------ | ---------------- | -------------------- | ----------- | ------------ | ---------------------- | -------------------- | -------------------- | ---------------- |
| SG Leutershausen               |                  | 21:80                | 16:13       | 21:12        | 30:14                  | 23:15                | 24:12                | 22:18            |
| Frisch Auf Göppingen           | 10:13            |                      | 11:70       | 16:10        | 21:17                  | 24:17                | 19:13                | 25:12            |
| TV Hochdorf                    | 15:25            | 14:13                |             | 16:16        | 10:70                  | 10:60                | 19:12                | 16:15            |
| TSV Birkenau                   | 14:8             | 23:17                | 22:16       |              | 14:11                  | 12:12                | 23:12                | 16:15            |
| Reinickendorfer Füchse         | 22:26            | 20:25                | 15:12       | 14:13        |                        | 22:13                | 18:15                | 16:13            |
| TuS 1860 Neunkirchen           | 13:22            | 11:14                | 15:13       | 22:16        | 15:10                  |                      | 19:90                | 14:16            |
| SpVgg 1887 Möhringen           | 13:13            | 14:11                | 11:16       | 14:13        | 12:12                  | 23:14                |                      | 14:14            |
| Berliner SV 1892               | 09:18            | 13:22                | 10:17       | 15:12        | 14:18                  | 12:19                | 10:20                |                  |

| Legende |                                                                                  |
|         | Staffel-Sieger und somit Teilnehmer am Finale um die Deutsche Meisterschaft 1968 |
|         | Absteiger in die Regionalliga                                                    |
| (M)     | Deutscher Handballmeister 1967                                                   |
| (A)     | Aufsteiger aus der Regionalliga                                                  |

## Finale der Deutschen Meisterschaft
Das Spiel um die Deutsche Meisterschaft wurde am 23. März 1968 zwischen dem Sieger der Staffel Nord, VfL Gummersbach, und dem Gewinner der Staffel Süd, SG Leutershausen, vor etwa 5500 Zuschauern in der Böblinger Sporthalle ausgetragen. Deutscher Handballmeister 1968 wurde zum ersten Mal in der Vereinsgeschichte die Mannschaft der SG Leutershausen, die das Team vom VfL Gummersbach mit 20:13 (9:6) besiegte.

### Meistermannschaft
| 1. | SG Leutershausen |
|    | - Mannschaft: Pohl; Arndt (1), Heindel (1), Hönnige (2), Plambeck (6), Schandin (3), Schmacke (4), G. Schmitt, J. Schmitt (2), Spengler (1) - Trainer: Bernd Kuchenbecker |